# 弗朗西斯科·帕加萨
弗朗西斯科·帕加绍通杜亚（西班牙語：Francisco Pagazaurtundúa，1894年10月22日—1958年11月18日），西班牙男子足球运动员，司职前锋。他曾代表西班牙国家队参加1920年夏季奥林匹克运动会足球比赛，获得一枚银牌。